# Перемилівська сільська рада (Гусятинський район)
Переми́лівська сільська́ ра́да — адміністративно-територіальна одиниця та орган місцевого самоврядування в Гусятинському районі Тернопільської області. Адміністративний центр — село Перемилів.

## Загальні відомості
- Територія ради: 27,046 км²
- Населення ради: 1 650 осіб (станом на 2001 рік)
- Територією ради протікає річка Тайна

## Населені пункти
Сільській раді підпорядковані населені пункти:
- с. Перемилів
- с. Верхівці

## Склад ради
Рада складається з 16 депутатів та голови.
- Голова ради: Галабіцький Богдан Йосипович
- Секретар ради: Паламар Олександра Євстахівна

### Керівний склад попередніх скликань
| Прізвище, ім'я, по батькові  | Основні відомості                                                                              | Дата обрання | Дата звільнення |
| ---------------------------- | ---------------------------------------------------------------------------------------------- | ------------ | --------------- |
| Галабіцький Богдан Йосипович | Сільський голова, 1961 року народження, освіта середня спеціальна, член Народного Руху України | 26.03.2006   | 31.10.2010      |
| Галабіцький Богдан Йосипович | Сільський голова, 1961 року народження, освіта середня спеціальна, член Народного Руху України | 31.10.2010   |                 |

Примітка: таблиця складена за даними сайту Верховної Ради України

### Депутати
За результатами місцевих виборів 2010 року депутатами ради стали:

#### За суб'єктами висування
| Суб'єкт висування | Кількість обраних депутатів | %   |
| ----------------- | --------------------------- | --- |
| Самовисування     | 16                          | 100 |

#### За округами
| № округу | Прізвище, ім'я, по батькові    | Дата визнання обраним | Освіта             | Партійна приналежність      | Відомості про обраного депутата                             |
| -------- | ------------------------------ | --------------------- | ------------------ | --------------------------- | ----------------------------------------------------------- |
| 1        | Перейма Володимир Йосипович    | 08.11.2010            | вища               | член Народної партії        | Магазин телерадіоапаратури в м. Хоростків, продавець        |
| 2        | Білик Ірина Михайлівна         | 08.11.2010            | вища               | позапартійна                | тимчасово не працює                                         |
| 3        | Слупський Тарас Степанович     | 04.11.2012            | середня спеціальна | позапартійний               | тимчасово не працює                                         |
| 4        | Богоніс Ярослава Теодорівна    | 08.11.2010            | вища               | позапартійна                | пенсіонер                                                   |
| 5        | Коваль Оксана Мирославівна     | 08.11.2010            | вища               | позапартійна                | Перемилівська сільська рада, землевпорядник                 |
| 6        | Павлишин Михайло Дмитрович     | 08.11.2010            | вища               | позапартійний               | Гусятинське управління по експлуатації газопроводів, слюсар |
| 7        | Дідур Світлана Мирославівна    | 08.11.2010            | вища               | позапартійна                | Перемилівська загальноосвітня школа, вчитель                |
| 8        | Великий Сергій Мирославович    | 08.11.2010            | вища               | позапартійний               | Перемилівська загальноосвітня школа, вчитель                |
| 9        | Біленький Володимир Михайлович | 08.11.2010            | середня            | позапартійний               | ПАП «Воля-2000», тракторист                                 |
| 10       | Гладій Богдан Корнилович       | 04.11.2012            | вища               | позапартійний               | Цукровий завод, КІП                                         |
| 11       | Кливак Зіновій Володимирович   | 08.11.2010            | вища               | позапартійний               | тимчасово не працює                                         |
| 12       | Великий Мирослав Корнилович    | 08.11.2010            | середня            | позапартійний               | ПАП «Воля-2000», робітник                                   |
| 13       | Сагайдак Олег Іванович         | 26.12.2010            | незакінчена вища   | позапартійний               | Чортківська залізниця, бригадир                             |
| 14       | Гладій Михайло Михайлович      | 08.11.2010            | вища               | позапартійний               | ПАП «Воля-2000», робітник                                   |
| 15       | Салик Василь Ярославович       | 08.11.2010            | вища               | член Народного Руху України | приватний підприємець                                       |
| 16       | Паламар Олександра Євстахівна  | 08.11.2010            | вища               | позапартійна                | Перемилівська сільська рада, секретар                       |